# Éber Nándor

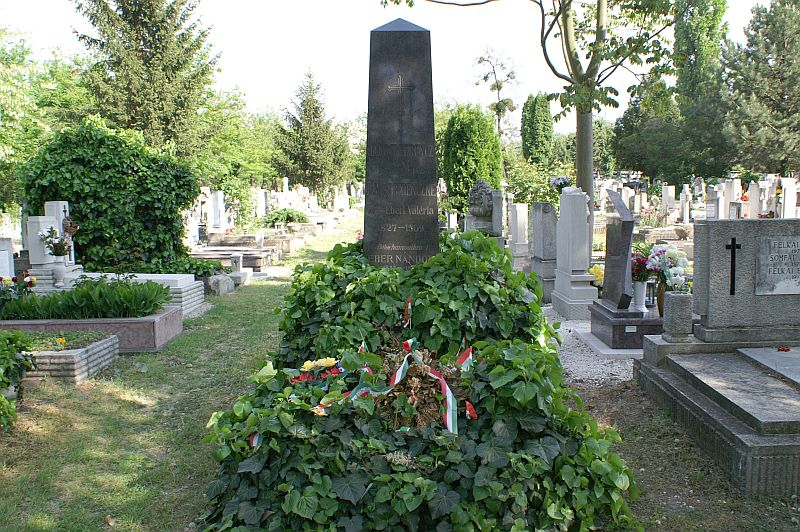
Éber Nándor sírja Budapesten. Megyeri temető: 34/III/0/1-2.

Éber Nándor (született Eberl Ferdinandus Balthasar Bartholomeus) (Buda, 1825. május 23. – Budapest, 1885. február 27.) újságíró, haditudósító, diplomata, országgyűlési képviselő.

## Élete
Apja, Eberl János számvevőségi tanácsos volt a magyar királyi udvari kincstárnokságnál, anyja Jakubicska Mária.
Éber Nándor a jogi tanfolyamot a Budapesti Tudományegyetemen végezte, és a magyarok körében nem gyakori diplomáciai pályára szánta magát, ezért a bécsi keleti akadémiára ment. Alig végezte el az éves tanfolyamot és dolgozott néhány hónapig a külügyminisztériumban, smikor 1848 elején kinevezték titkárnak a konstantinápolyi követséghez. A márciusi napok után, otthagyta állását, hazajött és szolgálatát a hazának ajánlotta fel.
Először az Országos Honvédelmi Bizottmány mellett nyert alkalmazást, majd Debrecenben a Szemere-kormány 1849. április 14. utáni megalakulásakor a magyar külügyminisztérium szervezésében mint elnöki titkár vett részt gróf Batthyány Kázmér külügyminiszter alatt. A világosi fegyverletétel után ő is külföldre menekült, és Konstantinápolyban folytatta életét, ahol a kelet társadalmi, politikai és diplomáciai viszonyait tanulmányozta. 1851-ben Angliába ment, és a katonai tudományok elméletét tanulmányozta. Politikai, diplomáciai és egyre gyarapodó katonai ismereteit hasznosítandó, a hírlapirodalom terén kezdett működni és a Times munkatársa lett, amely őt az éppen kitört keleti háború színhelyére küldötte mint rendes levelezőjét.
Éber először is a török sereghez csatlakozott, mely Omer pasa vezérlete alatt a Duna-vonalat védte az oroszok ellen, s ott minden nagyobb ütközetben részt vett. Itt megismerkedett Fuad pasával, akit Epiruszba és Thesszáliába követett, és akinek később tábori főnöke volt. Itt ezredesi ranggal és jó sikerrel vezette a harcot a betört görög csapatok ellen, folyvást forgatván a tollat is, amikor a kard pihent. A háború végén, amelyben mindvégig és nevezetesen Szevasztopol ostromában is részt vett, huzamosabban maradt még keleten mint fő tudósító, hozzá érkeztek a levelezők táviratai és levelei, melyeket összeállítva elküldött a Timesnak.
1859-ben Itáliába küldték; a francia és olasz főhadiszállásokon tartózkodott mint a Times levelezője, egyszersmind a magyar komité megbizottja is volt, és részt vett a magentai és solferinói döntő ütközetekben. A villafrancai fegyverszünet után sem maradt tétlen a magyar érdekben; Giuseppe Garibaldi vállalkozásához csatlakozva, részt vett Türr Istvánnal együtt a szicíliai háborúban, nevezetesen Palermo bevételében is. Az első alakuló dandár parancsnokságává nevezték ki, s olyan sikeresen vezette azt, hogy Capua előtt, a szintén parancsa alá rendelt légióval együtt eldöntötte a végső csatát. A hadjárat végén beadta lemondását az olasz seregnél.
Ettől kezdve 1867-ig Angliában, Francia- és Olaszországban működött, részint hírlapírói szerepét folytatva, részint politikai és diplomáciai ismereteit és összeköttetéseit igyekezve fölhasználni Magyarország érdekében. A koronázás után ő is visszatért hazájába; a Times levelezői tisztét haláláig megtartva, elhatározta, hogy tehetségét és tevékenységét ezentúl kizárólag hazájának és a reformpolitikának szenteli. Néhány hírlapi cikkével csakhamar feltűnt.
Anyagi téren a magyar–angol bank alapításában való részvétével tüntette ki magát és az országgyűlés Szék város Erdélyben választotta meg képviselőjének, ahol programbeszédet tartott, melyben határozottan a közjogi alap mellett nyilatkozott és a reformokat hangsúlyozta. A Deák-pártnak volt tagja; a delegációnak is tagja volt, ahol főleg a hadügyi és külügyi kérdésekben szakavatottan szólalt fel. Gróf Andrássy Gyula miniszterelnöknek igen bizalmas embere lett és e bizalmas viszony annak külügyminisztersége alatt is fennmaradt. Később Szeben megye szászsebesi kerületét képviselte. 1883-ban az osztrák államvasúttársaság magyar vonalainak igazgatótanácsába választották.
Nőtlen maradt és a társaskörben, művészetben, különösen a zenében keresett szórakozást; a színház látogatói jól ismerték, mert minden este ott volt valamelyik színházban. Végül magaviseletében, szavaiban az elmezavar tünetei mutatkoztak és elméje mind jobban elhomályosult; tépett lelki állapota idézte elő halálát. 1885. február 27-én este színházba készült; amint második emeleti lakásának folyosójáról a lépcsőhöz ért, egyszerre megtántorodott, nekibukott a lépcső korlátjának és azon keresztül alázuhant. Temetésén, március 3-án Richard Brinsley, a Times levelezője angol beszédet mondott, nagy elismeréssel emlékezvén meg az elhunytról, aki mindig hű tolmácsa volt Magyarországnak és megtanította az angolokat, hogy tiszteljék Széchenyi Istvánt és Deák Ferencet.

## Munkái
- A honvédelmi szervezésről. Pest, 1868 (Különlenyomat a Századunkból)
- Az őszi gyakorlatok és a honvédség, uo. 1871